# Viktor Morgensjtern
Viktor Morgensjtern (russisk: Ви́ктор Ви́кторович Моргенште́рн) (født 3. marts 1907 i det Russiske Kejserrige, død 1986 i Sovjetunionen) var en sovjetisk filminstruktør.

## Filmografi
- Ja byl sputnikom Solntsa (Я был спутником Солнца, 1959)[1][2]